# 飯田橋出入口
飯田橋出入口（いいだばしでいりぐち）は、東京都文京区・新宿区にある首都高速道路5号池袋線の出入口である。
下り方向 (美女木JCT方面)の出入口のみ設置されているハーフインターチェンジである。
2025年（令和7年）8月2日より入口料金所がETC専用になっている。

## 接続する道路
- 東京都道8号千代田練馬田無線（目白通り）

## 周辺
- 飯田橋駅
- 東京ドームシティ
  - 東京ドーム

- 小石川後楽園

## 隣
首都高速5号池袋線
(501)西神田出入口 - (502)飯田橋出入口 - (503)早稲田出口